# Edda Mutter
Edda Mutter (ur. 29 czerwca 1970 w Berlinie Zachodnim) – niemiecka narciarka alpejska reprezentująca także Niemcy Zachodnie, złota medalistka mistrzostw świata juniorów.

## Kariera
Największy sukces w karierze Edda Mutter osiągnęła w 1989 roku, startując na mistrzostwach świata juniorów w Aleyska. Zdobyła tam złoty medal w kombinacji, wyprzedzając bezpośrednio Kristę Schmidinger z USA oraz Austriaczkę Anję Haas. Na tej samej imprezie była też między innymi czwarta w zjeździe, w którym walkę o podium przegrała z Haas o 0,19 sekundy. Brała także udział w rozgrywanych rok wcześniej mistrzostwach świata juniorów w Madonna di Campiglio, gdzie jej najlepszym wynikiem było osiemnaste miejsce w supergigancie.
W zawodach Pucharu Świata zadebiutowała 30 listopada 1991 roku w Lech, zajmując 25. miejsce w slalomie. Tym samym już w swoim debiucie zdobyła pierwsze pucharowe punkty. Nigdy nie stanęła na podium, najwyższą lokatę w zawodach tego cyklu uzyskała 23 stycznia 1994 roku w Mariborze, gdzie slalom ukończyła na siódmej pozycji. Najlepsze wyniki osiągała w sezonie 1992/1993, kiedy zajęła 68. miejsce w klasyfikacji generalnej. W 1994 roku wystartowała w slalomie na igrzyskach olimpijskich w Lillehammer, jednak nie ukończyła rywalizacji. W tej samej konkurencji była szesnasta na rozgrywanych rok wcześniej mistrzostwach świata w Morioce. W 2001 roku zakończyła karierę.

## Osiągnięcia

### Igrzyska olimpijskie
| Miejsce | Dzień     | Rok  | Miejscowość | Konkurencja | Czas biegu | Strata | Zwyciężczyni    |
| ------- | --------- | ---- | ----------- | ----------- | ---------- | ------ | --------------- |
| DNF     | 26 lutego | 1994 | Lillehammer | Slalom      | 1:56,01    | -      | Vreni Schneider |

### Mistrzostwa świata
| Miejsce | Dzień    | Rok  | Miejscowość | Konkurencja | Czas biegu | Strata | Zwyciężczyni |
| ------- | -------- | ---- | ----------- | ----------- | ---------- | ------ | ------------ |
| 16.     | 9 lutego | 1993 | Morioka     | Slalom      | 1:27,66    | +3,15  | Karin Buder  |

### Mistrzostwa świata juniorów
| Miejsce | Dzień       | Rok  | Miejscowość          | Konkurencja | Czas biegu | Strata | Zwyciężczyni           |
| ------- | ----------- | ---- | -------------------- | ----------- | ---------- | ------ | ---------------------- |
| 28.     | 27 stycznia | 1988 | Madonna di Campiglio | Zjazd       | 1:15,24    | +2,86  | Andrea Schwarzenberger |
| 18.     | 28 stycznia | 1988 | Madonna di Campiglio | Supergigant | 1:16,26    | +2,55  | Sabine Ginther         |
| 24.     | 30 stycznia | 1988 | Madonna di Campiglio | Gigant      | 1:53,22    | +3,43  | Sabine Ginther         |
| 4.      | 5 kwietnia  | 1989 | Aleyska              | Zjazd       | 1:31,91    | +0,89  | Sabine Ginther         |
| 9.      | 6 kwietnia  | 1989 | Aleyska              | Supergigant | 1:20,69    | +1,76  | Sabine Ginther         |
| 9.      | 7 kwietnia  | 1989 | Aleyska              | Slalom      | 1:41,48    | +3,19  | Gabriela Zingre        |
| 11.     | 8 kwietnia  | 1989 | Aleyska              | Gigant      | 2:09,19    | +2,16  | Kimberly Schmidinger   |
| 1.      | 8 kwietnia  | 1989 | Aleyska              | Kombinacja  | ?          | -      | -                      |

### Puchar Świata

#### Miejsca w klasyfikacji generalnej
- sezon 1991/1992: 76.
- sezon 1992/1993: 68.
- sezon 1993/1994: 70.
- sezon 1994/1995: 79.
- sezon 1995/1996: 93.

#### Miejsca na podium
Mutter nigdy nie stanęła na podium zawodów PŚ.